# Campionat britànic de motocròs 1952
La temporada de 1952 del Campionat britànic de motocròs, anomenat a l'època ACU Scramble Drivers' Star, fou la 2a edició d'aquest campionat, organitzat per l'ACU.

## Classificació final

### 500cc
| Posició | Pilot             | Motocicleta | Punts |
| ------- | ----------------- | ----------- | ----- |
| 1       | John Avery        | BSA         | 32    |
| 2       | Reg Pilling       | AJS         | 17    |
| 3       | Leslie Archer     | Norton      | 15    |
| 4       | Bill Barugh       | Dot         | 13    |
| 5       | Geoff Ward        | AJS         | 12    |
| 6       | John Draper       | Norton      | 11    |
| 7       | Phil Nex          | BSA         | 11    |
| 8       | Derek Rickman     | BSA         |       |
| 9       | Brian Stonebridge | BSA         |       |
| 10      | David Tye         | BSA         |       |